# 阪急東通商店街

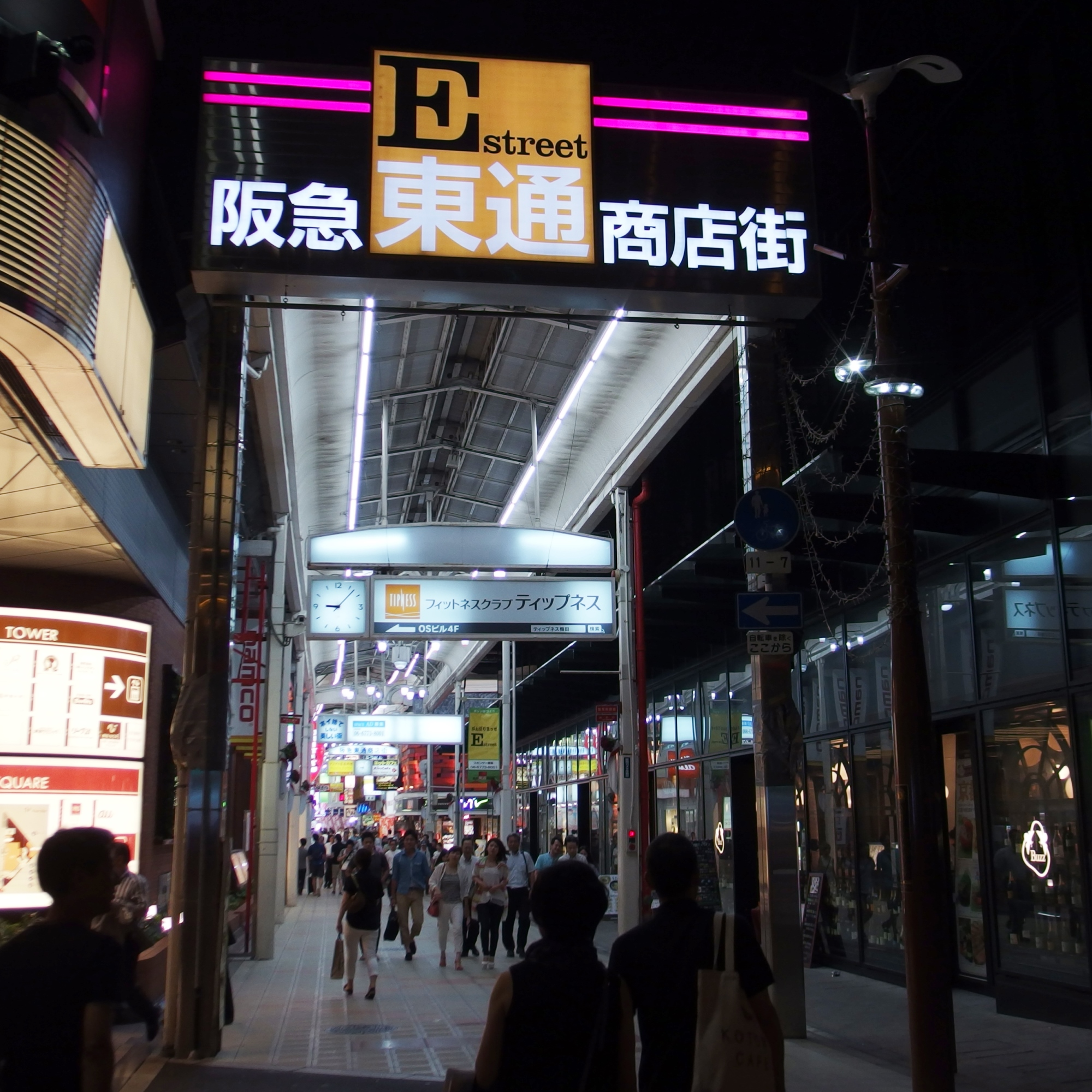
阪急東通商店街

阪急東通商店街（はんきゅうひがしどおりしょうてんがい）とは、大阪市北区の小松原町と堂山町と神山町に広がる商店街。阪急大阪梅田駅の南東方向に位置しており、キタ（梅田）の歓楽街の一つである。

## 概要
東西に阪急東第一商店会、阪急東第二商店会、阪急東第三商店会、パークアベニュー堂山商店会、南北に阪急東中央商店街、ひがし中通り商店街が交差し、全体で「阪急東通商店街」と称している。
阪急東第一商店会、阪急東第二商店会、阪急東第三商店会は東西に繋がり、全長約450mの一本の商店街になっている。OS楽天地ビル前から新御堂筋までが第一、新御堂筋から阪急東中通商店街交差点までが第二、そこから綱敷天神社までが第三である。